# Casparus Bastiaan Johannes Landweer
Casparus Bastiaan Johannes Landweer (Hilversum, 6 oktober 1905 – Almelo, 8 februari 1983) was een Nederlands politicus van de ARP.
Hij werd geboren als zoon van Pieter Landweer (1870-1920) en Anna Roeloffina Geertruida Plaat (1878-1965). Zijn vader was inspecteur voor de scheepvaart. Zelf ging hij in februari 1928 als volontair werken bij de gezamenlijke gemeentesecretarie van Linschoten en Snelrewaard. In 1932 werd Landweer benoemd tot burgemeester van de gemeenten Wijk en Aalburg en Veen. Aansluitend was hij van 1957 tot zijn pensionering in november 1970 burgemeester van Rijssen. Hij was sinds 1963 ridder in de Orde van Oranje-Nassau en overleed begin 1983 op 77-jarige leeftijd. In Rijssen is de 'Casparus B.J. Landweerlaan' naar hem vernoemd.